# Happi
Happi (vagy Happisz, 𒐕𒄩𒀊𒁉𒅖 hettita mḫa-ap-pi2-iš) hettita herceg a Calpa-szöveg utolsó szakaszának főszereplője. Történeti léte nem bizonyos, a kutatók véleménye megoszlik abban, hogy a dokumentum történeti forrás-e, vagy példabeszéd. Akik szerint valódi történelmi személy, általában I. Hattuszilisz fiának tartják.
A Calpa-szöveg utolsó harmada egy nagyobb hézagot követ. A Hakkarpilisz kormányzása alatti eseményeket egy újabb, később bekövetkező lázadás leírása követi. A szöveg alapján Happisz is a hattuszaszi uralkodó fia, de itt sem nevezi meg, ki az. Hakkarpilisszel ellentétben Happi bizonyosan lázadó, a szöveg egyértelmű:
| Eredeti szöveg | Magyarul |
| --- | --- |
| mḫa-ap-pi2-iš A-NA LU2MEŠ URUza-al-pa tar-ši-ki-izi-zi u2-uk-wa at-ti-mi U2-UL a-aš-šu-uš šu-wa URUḫa-at-tu-ša he2-en-ga-ni pa-a-un U3 DUMUMEŠ URUza-al-pa kat-tim-mi I ME ERIN2MEŠŠU-ŠI ku-it U2-UL a-ki-ir LUGAL-ša IŠ-ME ša-aš ya-an-ni-iš | Happi Calpa lakóihoz (így) beszél: Apámnál nem vagyok jó. Hattuszaszba mentem vesztemre. Calpa fiai velem (együtt), 100 harcos, hát nem meghalnának? A király hallotta (ezt) és felkerekedett. |

A szöveg za-al-pa formában ír a városról, de valószínűleg nem Calpa, hanem Calvar a helyszín. A két város elég nagy távolságra van egymástól (Anatólia északi és déli peremén), de nem eldönthető, hogy ténylegesen melyikük volt a helyszín. A folytatásban a Harahszu városába érkező hattuszaszi király legyőzte a calpai harcosokat, és Happi elmenekült (valószínűleg vissza a városába). Cinkosát, Tamnasszut Hattuszaszba vitték fogolyként. A hattuszaszi király két éven át ostromolta Calpát, majd bevette és lerombolta azt.
A történetet a hettita történelemben csak I. Hattuszilisz idejére lehet tenni. Hakkarpilisszel ellentétben a szöveg egyértelmű, hogy a regnáló hattuszaszi király fia Happi, míg Hakkarpilisznél elképzelhető, hogy egy korábbi király fia.